# Rene Wise
Rene Wise (* 1996 in Brighton, Großbritannien; bürgerlich Andrew Shobeiri) ist ein britischer DJ und Musikproduzent.

## Leben
Shobeiri zeigte früh Interesse an Musik, beeinflusst durch seinen Vater, der als professioneller Schlagzeuger spielte. Mit 13 Jahren begann er, elektronische Musik zu produzieren, inspiriert von Genres wie Dubstep und der britischen Underground-Szene. Ein Jahr später entdeckte er das DJing und verfeinerte seine Fähigkeiten als Produzent und DJ.
Unter dem Namen Rene Wise trat er in bekannten Clubs wie dem Berghain in Berlin auf. Darüber hinaus trat er bei internationalen Veranstaltungen wie dem Stone Techno Festival (2023) und dem Boiler Room (2025) auf.
Er erlangte größere Aufmerksamkeit durch seine Veröffentlichung auf Mote-Evolver, einem Label des britischen Techno-Produzenten Luke Slater. Die EP Loud Colours wurde von verschiedenen DJs, darunter DVS1, Rødhåd und Ben Klock, unterstützt und erhielt positive Reaktionen. Im Jahr 2024 gründete er das Label Moving Pressure, um seine Musik und die von gleichgesinnten Künstlern zu veröffentlichen. Das Label fokussiert sich auf minimalistische und rhythmische Technoproduktionen. Darüber hinaus veröffentlichte Rene Wise dort auch seine eigenen EPs, unter anderem Moving Pressure 01 im April 2024 und Moving Pressure 02 im Dezember 2024.
Shobeiri hat bei Labels wie Mote-Evolver, Beard Man und Reclaim Your City veröffentlicht. Zu seinen bekanntesten Veröffentlichungen zählen die EPs Loud Colours (Mote-Evolver) und Hinder (Beard Man).

## Stil
Sein Stil wird oft durch treibende, basslastige Rhythmen und eine rohe, moderne Klangästhetik beschrieben.

## Diskografie (Auswahl)
- 2017: Stone Conscience EP (ARTS)
- 2018: Hinder EP (Beard Man)
- 2021: WSNWG007 EP (WSNWG)
- 2021: Pleasure Note EP (SK_eleven)
- 2021: Lakota Fox EP (Mote-Evolver)
- 2022: Tizer EP (SK_eleven)
- 2023: Lucky Number 7 EP (Bassiani Records)
- 2024: Moving Pressure EP 01 (Moving Pressure)
- 2024: Moving Pressure EP 02 (Moving Pressure)